# بيغاريلو
بيغاريلو ( مانتوفانو : Bigarel ) هي بلدية في مقاطعة مانتوفا في منطقة لومباردي الإيطالية ، وتقع على بعد حوالي 140 كيلومتر (87 ميل) شرق ميلانو وحوالي 8 كيلومتر (5 ميل) شرق مانتوفا . اعتبارًا من 31 ديسمبر 2004 ، يبلغ عدد سكانها 1850 نسمة وتبلغ مساحتها 27.0 كيلومتر مربع (10.4 ميل2) .

## جغرافية
تحتوي البلدية على فرازيوني (التقسيمات الفرعية ، القرى والنجوع بشكل أساسي) في باتزا وجازو (مقر البلدية) وستراديلا.
تقع مدينة بيغاريلو على حدود البلديات التالية: Castel d'Ario ، و Castelbelforte ، و Roncoferraro ، و San Giorgio di Mantova ، و Sorgà .

## أنظر أيضا
- جوزيبي دي لويجي ، فنان ولد في بيغاريلو

## روابط خارجية
- باللغة الإيطالية Official site of Bigarello نسخة محفوظة 2012-08-14 على موقع واي باك مشين.